# Disynaphiinae
 Disynaphiinae   R.M. King & H. Rob., 1978 è una sottotribù di piante spermatofite dicotiledoni appartenenti alla famiglia delle Asteraceae (sottofamiglia Asteroideae, tribù Eupatorieae).

## Etimologia
Il nome di questa sottotribù deriva dal suo genere più importante Disynaphia ed è stato definito per la prima volta dai botanici Robert Merrill King (1930-2007) e Harold Ernest Robinson  (1932-) nella pubblicazione  “Phytologia; Designed to Expedite Botanical. 39(3): 133 (1978)”  pubblicata a New York nel 1978.

## Descrizione
Il portamento delle specie di questa sottotribù è solitamente eretto. Il ciclo biologico è perenne; mentre l'habitus è erbaceo o più usualmente arbustivo o formato da piccoli alberi.
Le foglie lungo il caule in genere sono a disposizione opposta; in alcune specie l'inserzione è a spirale. La lamina in genere è intera (strettamente lanceolata come in Disynaphia, oppure cuoriforme come in Symphyopappus), raramente la forma può essere lobata di tipo pennato o bi-pennato; i bordi possono essere più o meno seghettati.
Le infiorescenze sono terminali, formate da molti capolini, per lo più brevemente pedicellati, e composti in dense formazioni corimbose o panicolate. I capolini sono sorretti da un involucro strettamente cilindrico formato da diverse squame, in maggioranza persistenti, disposte in modo sub- embricato al cui interno un ricettacolo fa da base ai fiori (tutti tubulosi). Il ricettacolo è debolmente convesso, glabro e privo di pagliette a protezione della base dei fiori.
I fiori (generalmente 5 per capolino) sono tetra-ciclici (con quattro verticilli: calice – corolla – androceo – gineceo) e pentameri (ogni verticillo è composto da cinque elementi). I fiori sono inoltre ermafroditi e actinomorfi.

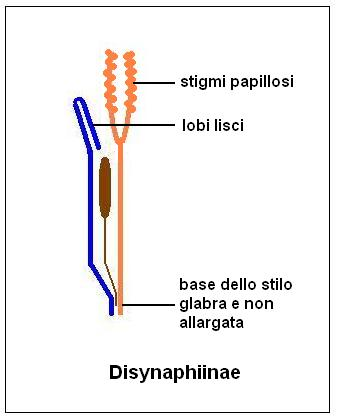
Sezione del fiore

Formula fiorale: per queste piante viene indicata la seguente formula fiorale:
* K 0/5, C (5), A (5), G (2), infero, achenio
I sepali del calice sono ridotti ad una coroncina di squame.
La corolla è quasi sempre formata da cinque lobi lisci o quasi lisci nella parte interna.
L'androceo è formato da 5 stami con filamenti liberi e antere saldate in un manicotto circondante lo stilo.
Il gineceo ha un ovario uniloculare infero formato da due carpelli. Lo stilo è lungo e bifido; la base non è allargata ed è glabra. Gli stigmi sono lineari con superfici papillose. Le linee stigmatiche sono marginali.
I frutti sono degli acheni con pappo. Gli acheni sono provvisti di 5 angoli; il corpo è glabro, qualche volta gli angoli sono sparsamente setolosi. Il carpoforo (obsoleto) ha una forma ad anello o di piccolo cilindro. Il pappo è formato da molte setole capillari e diritte disposte su una sola serie; raramente le setole sono molli e a forma adunca; qualche volta nella parte distale le setole sono provviste di celle rotonde e allargate.

## Distribuzione e habitat
La sottotribù è distribuita solamente nell'America del Sud con habitat tropicali o subtropicali. Nella tabella sottostante sono indicate le distribuzioni relative ad ogni singolo genere del gruppo.

## Tassonomia
La famiglia di appartenenza di questo gruppo (Asteraceae o Compositae, nomen conservandum) è la più numerosa del mondo vegetale, comprende oltre 23000 specie distribuite su 1535 generi (22750 specie e 1530 generi secondo altre fonti). La sottofamiglia Asteroideae è una delle 12 sottofamiglie nella quale è stata suddivisa la famiglia Asteraceae, mentre Eupatorieae è una delle 21 tribù della sottofamiglia. La tribù Eupatorieae a sua volta è suddivisa in 17 sottotribù (Disynaphiinae è una di queste).

### Filogenesi
La struttura interna della sottotribù non è ancora circoscritta chiaramente e anche la delimitazione dei suoi generi è incerta. Dagli ultimi studi di tipo filogenetico, la sottotribù Disynaphiinae risulta parafiletica.
Il genere Symphyopappus viene definito soprattutto dal modo particolare in cui le setole del pappo sono connate alla base. Spesso, in letteratura, Symphyopappus non viene riconosciuto come un genere distinto, tuttavia anche se risulta non monofiletico in esso si distinguono 13 specie accomunate soprattutto dai rami e dalle foglie glabre e viscose.
Alcune checklist nel genere Acanthostyles descrivono una seconda specie: Acanthostyles saucechicoensis (Hieron.) R.M.King & H.Rob., 1971; altrimenti considerato sinonimo di Eupatorium saucechicoense Hieron.. Tuttavia un recente studio sembra confermare la sinonimia di Acanthostyles saucechicoensis nei confronti di Acanthostyles buniifolius.
Anche il genere Campovassouria è variamente circoscritto con una specie, due specie, oppure tre specie (quest'ultima è Grazielia brevipetiolata che in base ai caratteri morfologici sembra più vicina al genere Campovassouria che Grazielia).
Il numero cromosomico delle varie specie della sottotribù è: 2n = 20.

### Composizione della sottotribù
La sottotribù comprende 6 generi e 45 specie.

| Genere                                   | N. specie                                                 | Distribuzione |
| ---------------------------------------- | --------------------------------------------------------- | ------------- |
| Acanthostyles R.M. King & H. Rob., 1971  | 1 sp. (A. buniifolius (Hook. & Arn.) R.M. King & H. Rob.) | Sud America   |
| Campovassouria R.M. King & H. Rob., 1971 | 1 sp. (C. cruciata (Vell.) R.M. King & H. Rob.)           | Sud America   |
| Disynaphia Hook. & Arn. ex. DC, 1838     | 16 spp.                                                   | Sud America   |
| Grazielia R.M. King & H. Rob., 1972      | 11 spp.                                                   | Sud America   |
| Raulinoreitzia R.M. King & H. Rob., 1971 | 3 spp.                                                    | Sud America   |
| Symphyopappus Turcz., 1848               | 13 spp.                                                   | Brasile       |

### Chiave per i generi
Per meglio comprendere ed individuare i vari generi della sottotribù l'elenco seguente utilizza il sistema delle chiavi analitiche:
- Gruppo 1A: le foglie hanno una lamina lobata di tipo pennatosetta o bi-pennatosetta; le appendici dei bracci dello stilo (stigmi) sono provvisti di strette e lunghe papille;

genere Acanthostyles
- Gruppo 1B: le foglie sono semplici; ; le appendici dei bracci dello stilo (stigmi) sono provvisti di corte papille;

- Gruppo 2A: le infiorescenze sono dense e del tipo panicolato;

genere Raulinoreitzia
- Gruppo 2B: le infiorescenze sono dense e del tipo corimboso;

- Gruppo 3A: le squame esterne sono lunghe come quelle interne (e spesso sono colorate di scuro);

genere Grazielia
- Gruppo 3B: le squame sono disposte in più serie con lunghezze graduali;

- Gruppo 4A: le squame sono variamente pubescenti; le foglie sul caule sono inserite in dense spirali;

genere Disynaphia
- Gruppo 4B: le squame sono glabre;

- Gruppo 5A: le venature delle foglie sono sporgenti; i pedicelli dei capolini sono glabri; le piante sono in genere viscide/viscose; la forma della lamina fogliare è ovato-ellittica, ampiamente lanceolata o obovata;

genere Symphyopappus
- Gruppo 5B: le venature delle foglie, specialmente quella centrale, sono profondamente scolpite; i pedicelli dei capolini sono pubescenti; le piante non sono mai viscide; la lamina delle foglie è strettamente lanceolata o lineare;

genere Campovassouria